# Caix
Caix – miejscowość i gmina we Francji, w regionie Hauts-de-France, w departamencie Somma.
Według danych na rok 1990 gminę zamieszkiwało 621 osób, a gęstość zaludnienia wynosiła 52 osoby/km² (wśród 2293 gmin Pikardii Caix plasuje się na 453. miejscu pod względem liczby ludności, natomiast pod względem powierzchni na miejscu 326.).